# 曾憲能
曾憲能（印尼語：Hian Tjen，1985年2月19日—）是一名印尼華裔時尚設計師。2004年他進入Concours Creation de Mode前十名。隔年，他進入Concours Creation de Bijoux前五名。當年，曾憲能曾被列為印尼時尚設計師協會最年輕的會員。

## 早年生平
曾憲能出身為平凡家庭，在家中排行最小。母親為裁縫，小時候的他喜歡利用剩餘的布料給他姐姐做娃娃衣服，從此他對時尚世界的興趣開始，他想成為時尚設計師的夢想越來越勢不可擋。

## 早期事業
高中畢業後，曾憲能移居到雅加達而進入ESMOD Jakarta。2003年畢業後，他在兩個零售公司上班，並設計大量生產的成衣。2008年曾憲能決定創作自己的品牌，在位於北雅加達的精品店，他設計按照訂單特製的晚禮服和婚紗。

## 外部連結
- Hian Tjen官方網站 （页面存档备份，存于）
- 曾憲能的Instagram帳戶
- 曾憲能的Facebook專頁
- www.bridestory.com/hian-tjen
- 曾憲能的X（前Twitter）
- 曾憲能的TikTok